# Іваницький Василь
Доктор Василь Іваницький (18 січня 1918, с. Демич — 27 серпня 2005, Львів) — український меценат з Канади, почесний громадянин міста Львова. Президент Всеукраїнського благодійного фонду «Фундація імені Тараса Шевченка».

## Життєпис

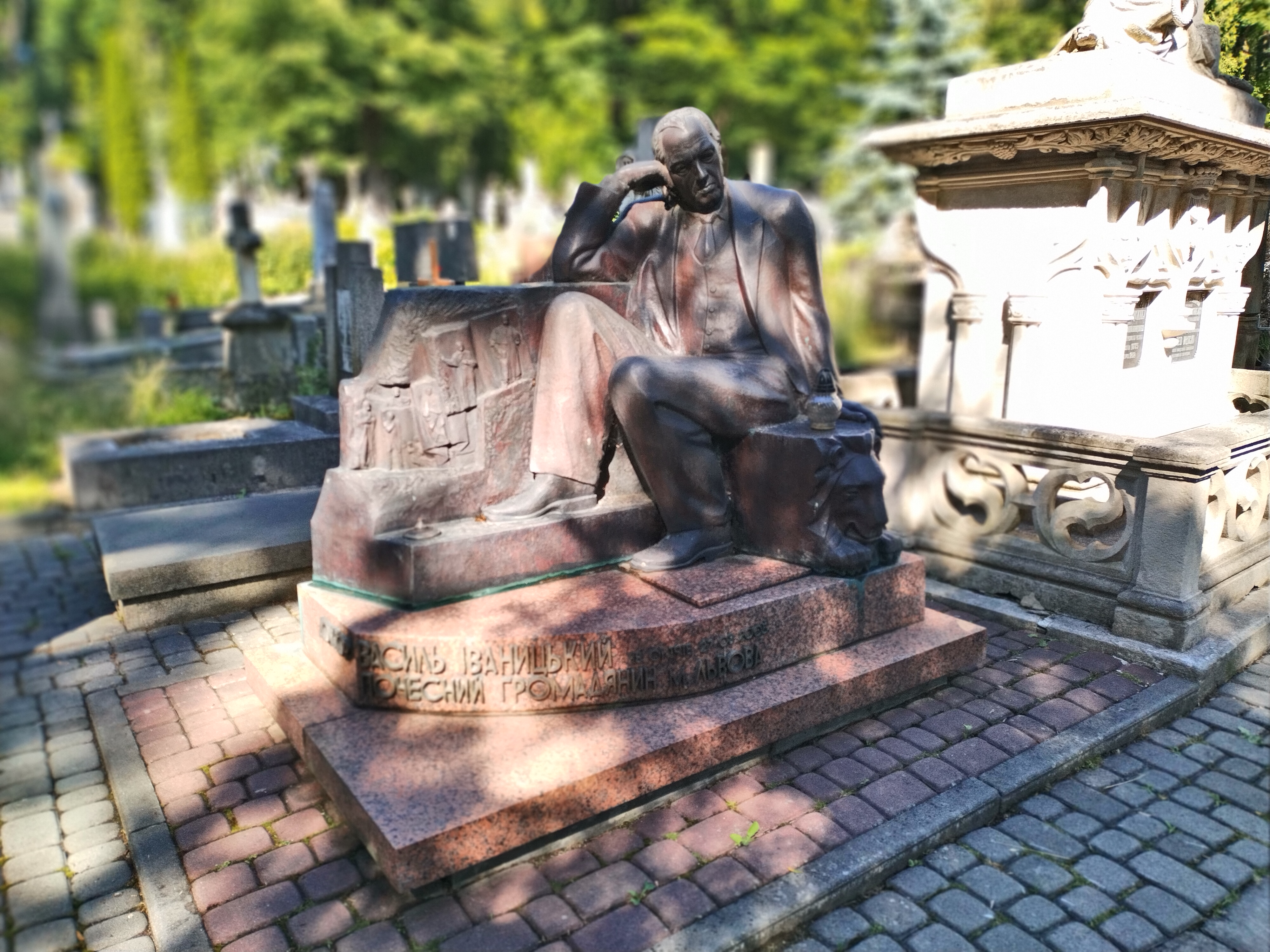
Надгробок Василя Іваницького на Личаківському цвинтарі у Львові

Народився 18 січня 1918 року в с. Демич, нині у складі містечка Заболотів Снятинського району Івано-Франківської області.
Займався встановленням пам'ятників Кобзареві по всьому світу, допомагав освітнім закладам України, організовував гастролі українських виконавців в Аргентину, Бразилію, Канаду. Завдяки його зусиллям пам'ятники українському поету встановили в Аргентині, США, Бразилії, у Львові, Севастополі, Санкт-Петербурзі, Ялті.
Похований на полі № 51 Личаківського цвинтаря..